# Sofus Widerøe
Sofus Widerøe, född 26 augusti 1880 i Vinger, död 1 augusti 1937 i Oslo, var en norsk läkare.
Widerøe blev student 1897 och candidatus medicinæ 1904. Åren 1907–09 var han assistentläkare vid diakonisseanstaltens sjukhus och kirurgisk assistent hos professor Julius Nicolaysen, därefter anställdes han vid Oslo kommunala sjukhus patologisk-anatomiska institut. Från 1918 var han överläkare vid den ena av Ullevåls kirurgiska avdelningar. År 1911 blev han doctor medicinæ vid Kristiania universitet för sin avhandling Die Massenverhältnisse des Herzens unter pathologischen Zuständen.
Widerøe, som även utvecklade betydande medicinskt och kirurgiskt författarskap, verkade vintern 1912–13 som krigsläkare i Serbien.